# Bones (studio)
Pour les articles homonymes, voir Bones (homonymie).
Bones Inc. (株式会社ボンズ, Kabushiki Kaisha Bonzu) est un studio d'animation japonais fondé en octobre 1998 par Masahiko Minami (en), Hiroshi Ōsaka (en) et Toshihiro Kawamoto (en), tous trois ex-employés de chez Sunrise.
Le studio fit ses premiers pas en 2001 en coproduisant avec Sunrise Cowboy Bebop, le film. Depuis, le studio a produit de nombreuses séries telles RahXephon, Wolf's Rain, Fullmetal Alchemist ou encore plus récemment Ouran High School Host Club,  Mob Psycho 100 et My Hero Academia.
Une série documentaire célébrant les 25 ans du studio est disponible depuis le 14 février 2024 sur Crunchyroll. Elle se nomme BONES 25 : DREAMING FORWARD et est divisé en quatre épisodes de 24 minutes.

## Histoire
Après avoir produit des séries telles Mobile Fighter G Gundam, Vision d'Escaflowne ou encore Cowboy Bebop, Masahiko Minami (en) décide de quitter le 2e studio de Sunrise en octobre 1998 afin d'être plus libre dans ses productions. Il est accompagné par deux animateurs indépendants, Hiroshi Ōsaka (en) et Toshihiro Kawamoto (en), dont il avait confiance après avoir travaillé ensemble sur Cowboy Bebop. Avec eux, Minami crée un nouveau studio, Bones, et en devient par la même occasion président.
Pour les créations originales, le studio est crédité « BONES ». Le terme anglais « bones » en français : « os » a été choisi comme nom de société car « le studio alors composé de 8 personnes à sa création était comme un os et qu'il cherchait à rajouter de la viande par la suite ». Le nom est également inspiré par la chanson populaire Hone made aishite (ja) (骨まで愛して, litt. « T'aimer jusqu'aux os ») de Takuya Jō (ja) dans laquelle « il souhaite être aimer par beaucoup de personnes ».
Après avoir travaillé sur le film de Vision d'Escaflowne en 2000, Bones coproduit son premier projet en 2001 avec Sunrise : Cowboy Bebop, le film. En parallèle, le studio produit Karakuri kiden Hiwou senki, une série télévisée en 26 épisodes. Mais le premier véritable succès est la série RahXephon en 2002. En 2003, le studio accroît sa notoriété en produisant la série Fullmetal Alchemist qui sera un très grand succès autant au Japon qu'en Occident et fera même l'objet d'un film sorti en 2005, Fullmetal Alchemist: Conqueror of Shamballa.
En 2007, le studio est endeuillé par la perte du cofondateur Hiroshi Ōsaka, bien connu pour ses travaux en tant que character designer sur des séries telles que Mobile Suit Victory Gundam, Mobile Fighter G Gundam et Kenran butōsai: The Mars Daybreak (ja). Ōsaka luttait contre un cancer dont il décède malheureusement la maladie le 24 septembre 2007 du haut de ses 44 ans.
En 2008, une mésaventure se produit pour le studio lorsqu'une liste des membres du personnel a été divulguée sur Internet. Néanmoins, la direction de Bones a déclaré que le fichier de gestion interne divulgué n'est pas issu du studio après une enquête interne et a déterminé « qu'il s'agissait d'un « tiers » qui aurait créé et publié le document avec l'intention de diffamer l'entreprise. »,.
À partir de la série RahXephon en 2002, bones met en place une organisation à deux lignes avec les studios A et B, auquel s'ajoutent le studio C qui a produit Fullmetal Alchemist en 2003 et le studio D pour Fullmetal Alchemist: Brotherhood en 2009. En janvier 2010, le siège social change de bâtiment mais reste au sein du quartier d'Igusa (ja) dans l'arrondissement de Suginami au sein de la préfecture de Tokyo, et les studios qui étaient dispersés autour de la gare d'Iogi ont ainsi été regroupés. De plus, avec la production des films Eureka Seven: Hi-Evolution (ja) dont le premier est sorti en 2017, le studio E a été ouvert à l'extérieur du bâtiment.
En janvier 2018, bones ont annoncé un partenariat commercial avec le service de vidéo à la demande américain Netflix dont Production I.G est également un partenaire.

## Filmographie

### Séries télévisées
| Année | Titre                                             | Dates de 1re diffusion | Dates de 1re diffusion | Nb. éps. | Studio de production | Notes |
| Année | Titre                                             | Début                  | Fin                    | Nb. éps. | Studio de production | Notes |
| ----- | ------------------------------------------------- | ---------------------- | ---------------------- | -------- | -------------------- | --- |
| 2000  | Karakuri kiden Hiwou senki                        | 24 octobre 2000        | 1er mai 2001           | 26       | Studio A             | Production basée sur un concept initial de Shō Aikawa (ja).                                                                                           |
| 2001  | Angelic Layer                                     | 1er avril 2001         | 30 septembre 2001      | 26       | Studio A             | Production basée sur le manga de CLAMP. |
| 2002  | RahXephon                                         | 21 janvier 2002        | 10 septembre 2002      | 26       | Studio B             | Production commandée par Fuji Television et basée sur un concept initial de Yutaka Izubuchi (ja).                                                     |
| 2003  | Wolf's Rain                                       | 6 janvier 2003         | 29 juillet 2003        | 26       | Studio A             | Production basée sur un concept initial de Keiko Nobumoto.                                                                                            |
| 2003  | Scrapped Princess                                 | 8 avril 2003           | 7 octobre 2003         | 24       | Studio B             | Production basée sur la série de light novel écrite par Ichirō Sakaki (ja) et illustrée par Yukinobu Asami.                                           |
| 2003  | Fullmetal Alchemist                               | 4 octobre 2003         | 3 octobre 2004         | 51       | Studio C             | Production basée sur le manga Fullmetal Alchemist de Hiromu Arakawa.                                                                                  |
| 2004  | Kenran butōsai: The Mars Daybreak (ja)            | 1er avril 2004         | 23 septembre 2004      | 26       | Studio B             | Production basée sur le jeu vidéo Kenran butōsai (ja) de Sony Interactive Entertainment.                                                              |
| 2004  | Kurau Phantom Memory (ja)                         | 24 juin 2004           | 15 décembre 2004       | 24       | Studio A             | Production originale. |
| 2005  | Eureka Seven                                      | 17 avril 2005          | 2 avril 2006           | 50       | Studio B             | Production faisant partie du projet multimédia Eureka Seven de Bones et de Bandai.                                                                    |
| 2006  | Ouran High School Host Club                       | 4 avril 2006           | 26 septembre 2006      | 26       | Studio C             | Production basée sur le manga Host Club : Le Lycée de la séduction de Bisco Hatori.                                                                   |
| 2006  | Jyu oh sei                                        | 13 avril 2006          | 22 juin 2006           | 11       | Studio A             | Production basée sur le manga de Natsumi Itsuki. |
| 2006  | Tenpō ibun ayakashi ayashi                        | 7 octobre 2006         | 31 mars 2007           | 25       | Studio A             | Production basée sur un concept initial de Shō Aikawa.                                                                                                |
| 2007  | Darker than Black                                 | 5 avril 2007           | 27 septembre 2007      | 25       | Studio C             | Production basée sur un concept initial de Tensai Okamura.                                                                                            |
| 2007  | The Skull Man                                     | 3 avril 2007           | 26 juin 2007           | 13       | Studio B             | Production basée sur le manga de Shōtarō Ishinomori.                                                                                                  |
| 2008  | Soul Eater                                        | 7 avril 2008           | 30 mars 2009           | 51       | Studio C             | Production basée sur le manga d'Atsushi Ōkubo. |
| 2008  | Nijū-mensō no musume (ja)                         | 12 avril 2008          | 27 septembre 2008      | 22       | Studio A             | Production basée sur le manga de Shinji Ohara (ja) ; coproduite avec Telecom Animation Film.                                                          |
| 2009  | Fullmetal Alchemist: Brotherhood                  | 5 avril 2009           | 4 juillet 2010         | 64       | Studio D             | Production de la deuxième adaptation du manga Fullmetal Alchemist d'Hiromu Arakawa.                                                                   |
| 2009  | Tokyo Magnitude 8.0                               | 10 juillet 2009        | 18 septembre 2009      | 11       | Studio A             | Production originale ; coproduite avec Kinema Citrus.                                                                                                 |
| 2009  | Darker than Black: Ryūsei no Gemini               | 8 octobre 2009         | 24 décembre 2009       | 12       | Studio C             | Suite de Darker than Black. |
| 2010  | Heroman (ja)                                      | 1er avril 2010         | 23 septembre 2010      | 26       | Studio A             | Production américano-japonaise basée sur un concept initial de Stan Lee.                                                                              |
| 2010  | Star Driver: Kagayaki no Takuto (ja)              | 3 octobre 2010         | 3 avril 2011           | 25       | Studio C             | Production originale. |
| 2011  | Gosick                                            | 7 janvier 2011         | 1er juillet 2011       | 24       | Studio A             | Production basée sur la série de light novel écrite par Kazuki Sakuraba et illustrée par Hinata Takeda.                                               |
| 2011  | No. 6                                             | 8 juillet 2011         | 16 septembre 2011      | 11       | Studio D             | Production basée sur la série de romans de Atsuko Asano (en)                                                                                          |
| 2011  | Un-Go                                             | 13 octobre 2011        | 22 décembre 2011       | 11       | Studio C             | Production basée sur le roman Meiji kaika: Ango Torimono-chō d'Ango Sakaguchi.                                                                        |
| 2012  | Eureka Seven: AO                                  | 13 avril 2012          | 20 novembre 2012       | 24       | Studio A & B         | Suite d'Eureka Seven. |
| 2012  | Zetsuen no Tempest                                | 5 octobre 2012         | 29 mars 2013           | 24       | Studio D             | Production basée sur le manga écrit par Kyo Shirodaira et illustré par Arihide Sano et Ren Saizaki.                                                   |
| 2013  | Otona joshi no Anime Time (ja)                    | 10 mars 2013           | 24 mars 2013           | 3        | Studio B             | Production du deuxième épisode basée sur le roman Jinsei Best Ten de Mitsuyo Kakuta.                                                                  |
| 2013  | Tenkai Knights                                    | 24 août 2013           | 6 décembre 2014        | 52       | Studio C             | Production canado-japonaise entre Shōgakukan-Shūeisha Production (ja) et Spin Master (en) ; diffusée initialement aux États-Unis sur Cartoon Network. |
| 2014  | Space Dandy                                       | 5 janvier 2014         | 25 septembre 2014      | 26       | Studio B             | Production originale ; un doublage anglais de la première saison était diffusé un jour plus tôt sur Toonami d'Adult Swim.                             |
| 2014  | Noragami                                          | 5 janvier 2014         | 23 mars 2014           | 12       | Studio A             | Production basée sur le manga d'Adachitoka. |
| 2014  | Captain Earth                                     | 6 avril 2014           | 21 septembre 2014      | 25       | Studio C             | Production originale. |
| 2014  | Soul Eater Not!                                   | 8 avril 2014           | 1er juillet 2014       | 12       | Studio A             | Production basée sur le manga dérivé de Soul Eater d'Atsushi Ōkubo.                                                                                   |
| 2014  | Hitsugi no Chaika                                 | 10 avril 2014          | 26 juin 2014           | 12       | Studio D             | Production basée sur la série de light novel écrite par Ichirō Sakaki (ja) et illustrée par Namaniku ATK de nitroplus.                                |
| 2014  | Hitsugi no Chaika: Avenging Battle                | 9 octobre 2014         | 11 décembre 2014       | 12       | Studio D             | Suite de Hitsugi no Chaika. |
| 2015  | Blood Blockade Battlefront                        | 4 avril 2015           | 4 octobre 2015         | 12       | Studio A & C         | Production basée sur le manga de Yasuhiro Nightow. |
| 2015  | Show by Rock!! (en)                               | 5 avril 2015           | 21 juin 2015           | 12       | Studio D             | Production basée sur le jeu mobile de rythme de geechs en collaboration avec Sanrio.                                                                  |
| 2015  | Shirayuki aux cheveux rouges                      | 7 juillet 2015         | 29 mars 2016           | 24       | Studio B             | Basée sur le manga de Sorata Akizuki (ja). |
| 2015  | Noragami ARAGOTO                                  | 3 octobre 2015         | 30 décembre 2015       | 13       | Studio A             | Suite de Noragami. |
| 2015  | Concrete Revolutio : Chōjin gensō                 | 4 octobre 2015         | 27 décembre 2015       | 13       | Studio C             | Production basée sur un concept initial de Shō Aikawa (ja).                                                                                           |
| 2016  | My Hero Academia                                  | 3 avril 2016           | 26 juin 2016           | 12       | Studio A & C         | Basée sur le manga de Kōhei Horikoshi. |
| 2016  | Bungō Stray Dogs                                  | 7 avril 2016           | 16 décembre 2016       | 24       | Studio D             | Production basée sur le manga écrit par Kafka Asagiri (ja) et dessiné par Sango Harukawa (ja).                                                        |
| 2016  | Concrete Revolutio : Chōjin gensō - The Last Song | 10 avril 2016          | 19 juin 2016           | 11       | Studio C             | Suite de Concrete Revolutio : Chōjin gensō. |
| 2016  | Show by Rock!! Short!! (en)                       | 5 juillet 2016         | 20 septembre 2016      | 12       | Studio D             | Production d'une série courte dérivée de Show by Rock!!.                                                                                              |
| 2016  | Mob Psycho 100                                    | 12 juillet 2016        | 27 septembre 2016      | 12       | Studio B             | Production basée sur le manga de ONE. |
| 2016  | Show by Rock!!# (en)                              | 2 octobre 2016         | 18 décembre 2016       | 12       | Studio D             | Suite de Show by Rock!!. |
| 2017  | My Hero Academia II                               | 25 mars 2017           | 30 septembre 2017      | 25       | Studio C             | Suite de My Hero Academia. |
| 2017  | Blood Blockade Battlefront & Beyond               | 8 octobre 2017         | 17 décembre 2017       | 12       | Studio B             | Suite de Blood Blockade Battlefront. |
| 2018  | My Hero Academia III                              | 7 avril 2018           | 29 septembre 2018      | 25       | Studio C             | Suite de My Hero Academia II. |
| 2018  | Pilote Dragon : Hisone et Masotan                 | 13 avril 2018          | 29 juin 2018           | 12       | Studio A             | Production basée sur un concept initial de Shinji Higuchi et Mari Okada.                                                                              |
| 2019  | Mob Psycho 100 II                                 | 7 janvier 2019         | 1er avril 2019         | 13       | Studio B             | Suite de Mob Psycho 100. |
| 2019  | Carole & Tuesday                                  | 11 avril 2019          | 3 octobre 2019         | 24       | Studio A             | Production en commémoration du 20e anniversaire du studio basée sur un concept initial de Shin'ichirō Watanabe.                                       |
| 2019  | Bungō Stray Dogs III                              | 12 avril 2019          | 28 juin 2019           | 12       | Studio D             | Suite des deux premières saisons de Bungō Stray Dogs.                                                                                                 |
| 2019  | My Hero Academia IV                               | 12 octobre 2019        | 4 avril 2020           | 25       | Studio C             | Suite de My Hero Academia III. |
| 2021  | SK∞ the Infinity                                  | 10 janvier 2021        | 4 avril 2021           | 12       | Studio D             | Production originale. |
| 2021  | Bungo Stray Dogs Wan!                             | 12 janvier 2021        | 31 mars 2021           | 12       | À annoncer           | Basé sur le manga spin-off de Bungo Stray Dogs écrit par Kafka Asagiri (coproduction avec Nomad).                                                     |
| 2021  | My Hero Academia V                                | 27 mars 2021           | 25 septembre 2021      | 25       | Studio C             | Suite de My Hero Academia IV. |
| 2021  | Godzilla : L'Origine de l'invasion (en)           | 1er avril 2021         | 24 juin 2021           | 13       | Studio A             | Production originale pour Netflix (coproduction avec Orange).                                                                                         |
| 2021  | Les Mémoires de Vanitas                           | 3 juillet 2021         | 2 avril 2022           | 24       | Studio A             | Basé sur l'oeuvre de Jun Mochizuki. |
| 2022  | My Hero Academia VI                               | 1er octobre 2022       | 25 mars 2023           | 25       | Studio C             | Suite de My Hero Academia V,. |
| 2022  | Mob Psycho 100 III                                | 6 octobre 2022         | 22 décembre 2022       | 12       | Studio B             | Suite de Mob Psycho 100 II,. |
| 2023  | Bungō Stray Dogs IV                               | 4 janvier 2023         | 29 mars 2023           | 13       | Studio D             | Suite de Bungo Stray Dogs III. |
| 2023  | Bungō Stray Dogs V                                | 12 juillet 2023        | 20 septembre 2023      | 11       | Studio D             | Suite de Bungo Stray Dogs IV |
| 2024  | Metallic Rouge                                    | 11 janvier 2024        | 4 avril 2024           | 13       | Studio E             | Série originale de Motonobu Hori. |

### ONA
- Bōnen no Xamdou (Studio B) (26 épisodes) (juillet 2008 - février 2009) (PlayStation Network)[18]
- A.I.C.O. -Incarnation- (en) (Studio A) (12 épisodes) (9 mars 2018) (Netflix)[19]
- Super Crooks (en) (Studio B)  (13 épisodes) (25 novembre 2021) (Netflix)[20],[21]

### Films d'animation
- Escaflowne : Une fille sur Gaïa (Studio A) (24 juin 2000)
- Cowboy Bebop, le film (Studio B) (1er septembre 2001)
- RahXephon: Pluralitas Concentio (en) (Studio B) (19 avril 2003)
- Fullmetal Alchemist: Conqueror of Shamballa (Studio C) (23 juillet 2005)
- Sword of the Stranger (Studio B) (25 septembre 2007)
- Eureka Seven, le film (Studio B) (25 avril 2009)
- Towa no Quon (en) (Studio B) (6 parties de 52 min) (28 mai 2011 – 26 novembre 2011)
- Fullmetal Alchemist : L'Étoile sacrée de Milos (Studio D) (2 juillet 2011)
- Un-Go episode:0 Chapitre d'Inga  (Studio C) (19 novembre 2011)
- Star Driver The Movie (ja) (Studio C) (9 février 2013)
- Eureka Seven: Hi-Evolution 1 (ja) (Studio E) (16 septembre 2017)
- Bungō Stray Dogs: Dead Apple (Studio D) (3 mars 2018)
- My Hero Academia: Two Heroes (en) (Studio C) (3 août 2018)
- Anemone - Eureka Seven: Hi-Evolution (ja) (Studio E) (10 novembre 2018)
- My Hero Academia: Heroes Rising (Studio C) (20 décembre 2019)
- Josée, le Tigre et les Poissons (25 décembre 2020)[22]
- My Hero Academia: World Heroes' Mission (6 août 2021)[23]
- Eureka - Eureka Seven: Hi-Evolution (ja) (Studio E) (26 novembre 2021)

### OAV
- RahXephon Interlude OVA (1 OAV) (2003)
- Wolf's Rain (23 janvier 2004 – 25 février 2004)
- Fullmetal Alchemist: Premium Collection (29 mars 2006)
- Ghost Slayers Ayashi: Ayashi Diving Comedy (22 août 2007 – 24 octobre 2007)
- Darker than Black: Beneath the Fully Bloomed Cherry Blossoms (26 mars 2008)
- Fullmetal Alchemist: Brotherhood (26 août 2009 – 25 août 2010)
- Darker than Black: Gaiden (27 janvier 2010 – 21 juillet 2010)
- Halo Legends: Prototype (16 février 2010)
- Eureka Seven: AO - Jungfrau no hanabana-tachi (20 septembre 2012)
- Noragami (17 février 2014 - 17 juillet 2014)
- Hitsugi no Chaika (10 mars 2015)
- Noragami Aragoto (17 novembre 2015 - 17 mars 2016)
- Shirayuki aux cheveux rouges (5 janvier 2016)
- Blood Blockade Battlefront (3 juin 2016)
- Bungō Stray Dogs (31 août 2017)
- Mob Psycho 100: Reigen - Le Médium prodige de l’ombre (18 mars 2018)
- Eureka Seven: AO - Final (22 novembre 2018)
- My Hero Academia - All Might: Rising (13 février 2019)
- Mob Psycho 100: La Première Excursion du bureau - Le Voyage apaisant (25 septembre 2019)

### Jeux vidéo
- Rahxephon Blu Sky Fantasia (Bandai)
- Eureka Seven vol. 1: New Wave (Bandai)
- Eureka Seven vol. 2: The New Vision (Bandai)
- Code of Princess (Agatsuma Entertainment)
- Liberation Maiden (dans Guild01 de Level-5)
- Professor Layton vs. Phoenix Wright: Ace Attorney (Capcom/Level-5)
- Phoenix Wright: Ace Attorney - Dual Destinies (Capcom)
- Persona 4: Dancing All Night (Atlus)

## Liste des épisodes de BONES 25: DREAMING FORWARD
| No | Titre français                     | Titre japonais           | Titre japonais           | Date de 1re diffusion |
| No | Titre français                     | Kanji                    | Rōmaji                   | Date de 1re diffusion |
| -- | ---------------------------------- | ------------------------ | ------------------------ | --------------------- |
| 01 | L'histoire de Bones                | BONESの物語              | Bōnzu no monogatari      | 14 février 2024       |
| 02 | Style et originalité               | スタイルとオリジナリティ | スタイルとオリジナリティ | 14 février 2024       |
| 03 | Adaptations réussies               | アダプテーションの成功   | Adaputēshon no seikō     | 21 février 2024       |
| 04 | Metallic Rouge : L'avenir de BONES |                          |                          | 28 février 2024       |

## Personnalités travaillant chez Bones
- Masahiko Minami, producteur (Cowboy Bebop, le film, RahXephon, Wolf's Rain, Ouran High School Host Club…)[24]

- Hiroshi Ōsaka, directeur de l'animation (Angelic Layer, Rahxephon, Tenpō ibun ayakashi ayashi)[25]

- Toshihiro Kawamoto, character designer (Wolf's Rain, Cowboy Bebop, le film, Tenpō ibun ayakashi ayashi)[26]